# Борзилов Семен Васильович
Семен Васильович Борзилов (нар. 18 серпня 1893, станиця Старонижестеблієвська, Темрюкський відділ, Кубанська область, Російська імперія (нині — Червоноармійський район, Краснодарський край, Росія) — пом. 28 вересня 1941 року, поблизу Армянська, Крим) — радянський воєначальник, танкових військ (04.06.1940).

## Біографія
Народився в 1893 році в станиці Староніжестеблієвського Таманського відділу Кубанської області.
Призваний до Російської імператорської армії 22 вересня 1914 року. У Першу світову війну С. В. Борзилов воював на Західному фронті у складі 45 важкого артилерійського дивізіону. Брав участь у боях під Варшавою та Ригою.
В серпні 1917 року евакуйований до Петрограда, де перебував на лікуванні у шпиталі, потім повернувся на батьківщину.
У РСЧА з 1919 року. Учасник Громадянської війни у Росії. З жовтня 1917 - командир сотні 1-го Таманського кавалерійського полку, з червня 1919 - червоноармієць 6-го Кубанського кавалерійського полку, з лютого 1920 - командир сотні, з грудня 1920 - помічник командира 96-го кавалерійського полку кавалерійська дивізія.
З травня 1921 - начальник оперативно-зовнішньої частини міліції міста Слов'янська, в резерві штабу 16-ї кавалерійської дивізії (з липня 1921), з серпня 1921 - командир ескадрону 91-го кавалерійського полку 16-ї кавалерійської дивізії, з грудня 1921 - Командир сотні 7-го кавалерійського полку 2-ї кавалерійської дивізії, з липня 1925 року - командир ескадрону 9-го кавалерійського полку.
У період радянсько-фінської війни з грудня 1939 - командир 20-ї важкої танкової бригади.
На початок Другої Світової війни один із найдосвідченіших танкових командирів Червоної армії. Надалі - командир 7-ї танкової дивізії 6-го механізованого корпусу. 4 червня 1940 року присвоєно звання генерал-майор танкових військ. З серпня 1941 року - начальник автобронетанкових військ 51-ї армії.
Убитий уламком у бою в районі оборони міста Армянська під 28 вересня 1941 року.

## Нагороди
- три ордени Червоного Прапора (31.05.1922, 31.05.1922, 15.01.1940)[1];
- орден Вітчизняної війни 1-го ступеня (6.05.1965, посмертно)[2];
- медаль «XX років Робітничо-Селянської Червоної Армії» (22.02.1938).

## Пам'ять

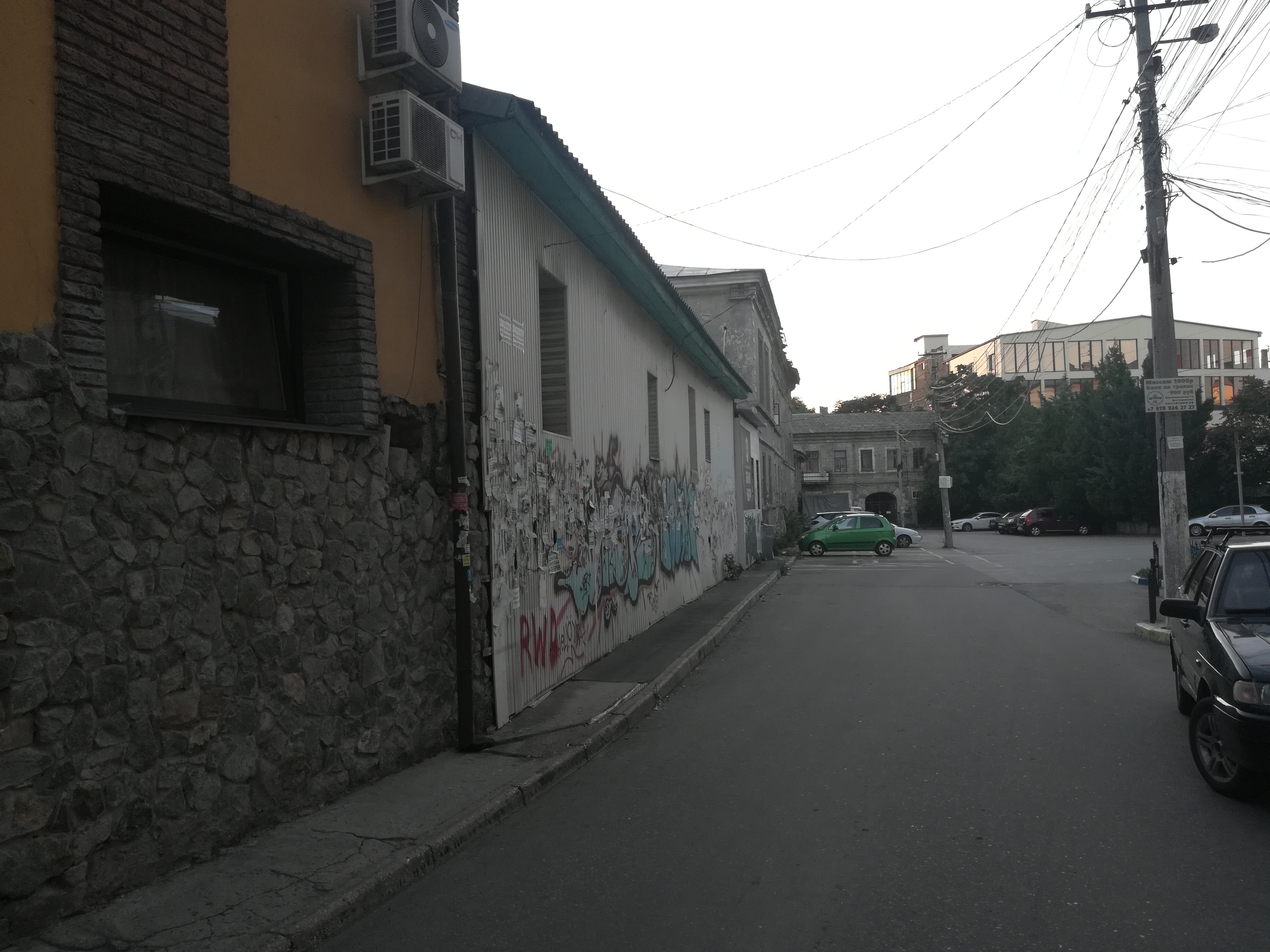
Вулиця Борзилова

- Іменем С. В. Борзилова названа вулиця в Сімферополі.